# Laurilia taxodii
Laurilia taxodii är en svampart som först beskrevs av Lentz & H.H. McKay, och fick sitt nu gällande namn av Zdeněk Pouzar 1968. Laurilia taxodii ingår i släktet Laurilia och familjen Echinodontiaceae.   Inga underarter finns listade i Catalogue of Life.